# Tákisz Lukanídisz
Tákisz Lukanídisz, görögül: Τάκης Λουκανίδης (Paranészti, 1937. szeptember 25. – Athén, 2018. január 11.) válogatott görög labdarúgó, középpályás.

## Pályafutása
1956 és 1961 között a Dóxa Drámasz, 1961 és 1969 között a Panathinaikósz, az 1969–70-es idényben az Árisz Theszaloníkisz labdarúgója volt. Pályafutása alatt négy görög bajnoki címet és három görög kupa-győzelmet szerzett.
1958 és 1967 között 23 alkalommal szerepelt a görög válogatottban és három gólt szerzett.

## Sikerei, díjai
Dóxa Drámasz
- Görög kupa
  - döntős: 1958, 1959

 Panathinaikósz
- Görög bajnokság
  - bajnok (4): 1961–62, 1963–64, 1964–65, 1968–69
- Görög kupa
  - győztes: 1967, 1969

 Árisz Theszaloníkisz
- Görög kupa
  - győztes: 1970